# 月曜夜未央
《月曜夜未央》（日語：Monday Late Show 月曜から夜ふかし；直譯：從星期一開始熬夜吧），是日本電視台自2012年4月9日起每星期一晚上播出的綜藝清談節目，由日本著名綜藝節目主持人松子DELUXE以及偶像團體關西傑尼斯8的成員之一村上信五主持。節目标题画面中的唇印代表松子，月亮代表村上信五。
此外，由於本節目設有觀眾席，節目規定當收錄時間晚於晚上11時，便要安排計程車給予觀眾離開。

## 放映時間
節目由2012年4月9日開始，於電視台的深夜檔白金之夜播出，也是該時段2012年4月開設時的唯一節目。放映時間原本為星期一晚上的11:58至翌日的零時53分，從2013年9月30日起白金之夜時段變動延遲1分鐘，節目即改為晚上11:59至翌日的0時54分。而特別節目集數時則會另外安排時段播出。
2022年4月起，播出时间将提前至每周一晚10时，而原时段节目《閒聊007》则提前至9时。
台灣則由緯來日本台購入播映權，於2020年8月14日至2021年9月24期間，在台灣時間每週星期五晚上11:00播出。緯來播出時的節目名稱為《有的沒的調查局》，以日語原音配中文字幕，引進集數則從2018年1月15日的內容開始。

## 節目內容
节目的主要形式是让主持人松子DELUXE和村上信五在初始8张卡片中选择，通常是3-4張附設视频VTR的卡片、2-3張關於調查和排名的卡片，以及1-2張話題的卡片，之后两人在观看VTR的过程中发表感想和评论。播放開始頭兩年，卡片都需要主持人放入一個名為的箱子入面，再在附設主持人上方、片場頂部的螢幕中顯示出標題，現今已廢除。
节目的概念是「对世间成为话题的各种事件稍微掺和又浅尝辄止的节目」。开场曲是由恩尼奥·莫里科内作曲的《Slalom》，原曲为1965年间谍系动作喜剧电影《Slalom》的主题曲。表现时候的音乐是动画电影阿基拉的《鐵雄》。
以下是部分常设话题：
全國的〇〇問題（全国の○○問題）
節目組透過觀眾的電郵、明信片及網站提供的資訊，派駐記者到日本各都道府縣採訪當地問題。除了了解日本各地生活中的最新話題，也常常挑起各縣市民之間的鄙視鏈。
傳遞引起全國關注的新聞（全国の注目されないニュースをお伝えする件）
以改編自未能被《News zero》報導讓全國關注的「News zero未滿」專欄進行報導, 由前者的主持人有働由美子主持。
聽取個人新聞（個人的ニュースを聞いてみた件）
在日本各地（以东京及周边地区为主）訪問街上行人的個人新聞，偶會前往其他地方（例如：大阪、九州等）， 自2017年起，冬天前往日本東北地區和北海道採訪雪國的個人新聞。
一些在个人新闻中被节目组青睐的普通人，会被跟踪拍摄，成为贯穿许多集甚至横跨数年的特辑。
全國方言問題（全国の方言問題）
走訪日本各地調查各地特別的方言，在特別節目中會集合整年的方言調查放映。当中亦存在不少在标准日本语中发音特殊甚至不雅的方言而被节目组多次重播。
讓松子吃新鮮捕獲的食物（マツコにとれたてを食べさせてあげたい件）
以「给人生只在新宿區、澀谷區、港區、中央區和文京區这五个区生活的松子品尝各种美食的企划」作為開場白（但實屬謠言），工作人员前往日本各地採摘新鮮食材並即日運送往片場，當中有普通食材，如：馬鈴薯、毛豆等，亦有高級食材，如：松茸、鯛魚。

## 嘉賓
自2012年播出以來，節目組不時邀請娛樂圈名人作為節目嘉賓（VIP），他們有時亦會作一些個人作品宣傳，當中包括：
- 内田裕也（2012.04.09）
- 藤彩子（2012.06.11）
- 叶姐妹（2012.07.30）
- 中岛美嘉（2012.09.11）
- 丸山隆平（2013.01.28、2014.10.28）
- 二宮和也（2013.03.26、2014.04.14）
- 能年玲奈（2014.08.19）
- 松岡昌宏（2014.09.22）
- 相葉雅紀（2014.11.10）
- 長瀨智也（2016.06.20）
- 小山慶一郎（2016.08.22、2017.08.21）
- 久保田利伸（2016.11.14）
- 石原良純（日语：石原良純）（2013.03.04、2013.12.10、2014.12.16、2015.12.07、2016.12.13、2017.12.18、2018.12.10、2019.12.23、2020.12.14、2021.12.13）
- 横山裕（2017.01.23）
- 龜梨和也（2017.04.17）
- 錦戶亮（2017.05.01）
- 菊池風磨（2017.09.18）
- 新垣結衣（2017.10.23）
- 坂上忍（日语：坂上忍）（2018.08.20）
- 有働由美子（2018.10.01）
- 桥冈优辉(观众席)（2021.10.11）
- 大橋和也（2021.11.8）

## 争议

### 伪造受访者言论
2025年3月24日播出的节目中，通过恶意剪辑拼接等方式伪造针对一名中国女性的采访，歪曲原意，将其所述的中国很少出现乌鸦的原因归咎于“中国人吃乌鸦”，然而接受采访的女性事实上并未说过此内容。随后日本电视台在其节目网站中道歉。日本总务大臣村上诚一郎要求日本电视台履行媒体的社会责任，正确地传播信息以满足民众的知情权。

## 軼事
- 出身自千葉縣的松子說過，因為不滿神奈川縣橫濱的居民抱怨乘搭JR列車前往東京上班時，列車的終點站是千葉（千葉給人一種鄉下的感覺，而日本人心理上往往嚮往大城市），因此他經常在節目中批評和吐槽橫濱。而節目組亦經常以聲援魅力度低的都道府縣為由，向一些著名的城市吐槽（京都、尤其是橫濱），以致節目組在當地採訪往往不太多居民願意接受訪問。
- 松子亦對話題有不少獨特的見解，例如他非常不滿地下鐵銀座線為什麼有一小部份路段是在路面上行駛，認為“地下鐵”應該在地下行走，所以應該用泥土把它埋起來。他也很討厭吃烤肉，認為鋪滿麈埃的肉沒什麼好吃。
- 节目中村上信五常被吐槽知名度低，亦被强行安上极其有钱的人设，本人对此似乎颇有怨言。
- 此节目亦不时采访到包括来自中国大陆、香港地区及台湾的在日外国人。

## 收視率
儘管節目在深夜播放，在全日本的收視率仍然高達10%，播出以来长盛不衰，深受日本观众欢迎，在关心日本的海外人群中亦有一定知名度。惟该节目题材开放，较有争议的话题、犀利的讽刺甚至不雅内容亦不避讳（仅作可放送的基本审查），因而亦不时有人批评。2021年时节目组亦自曝原始素材中高达九成以上是不可放送的内容，以至于有非常不自然的剪辑出现。
此外節目組亦曾經做過調查，發覺松子夾起頭髮的時候會比較有活力，聲量比較雄厚，但反觀他把長頭髮放下的時候，容易變得無精打采，亦容易動怒，收視率亦比夾起頭髮時低。所以節目組曾經要求松子夾起頭髮，来增加收視率。

## 出演者
- 特派員、不定期成員
  - 菅谷大介（日语：菅谷大介）（日本電視台播報員，節目初期即在列）
  - 上田麻里惠（日语：上田まりえ）（日本電視台播報員）
  - 豐田順子（日语：豊田順子）（日本電視台播報員）
  - 濱口亮（日语：浜ロン）（諧星）
  - 田中美和子（日语：田中美和子）（自由播報員）

- 助手（通稱：愛人）
  - 初代 松井くらら（2012年4月－2015年3月）
  - 二代 小野麻子（2015年4月－2016年4月）
  - 三代 冨田麻実（2016年6月－）

- 旁白
  - 佐藤賢治（日语：佐藤賢治 (ナレーター)）

- 出演者
  - 石原良純（日语：石原良純）
  - 桐谷廣人
  - 高跟鞋桃子（日语：ハイヒールモモコ）
  - レジェンド松下（日语：レジェンド松下）
  - 林家ぺー（日语：林家ぺー）・林家パー子（日语：林家パー子）
  - 釜愚癡ホモ恵
  - 珍寶館館長（群馬縣珍寶館的女館長）
  - アンジェリカ
  - イルマニア
  - 古谷まさよ（不能說ザ行的和歌山媽媽）
  - 保原倫久（溫柔的胖虎，前節目的AD）
  - 中西裕樹（節目導演、禿頭）
  - 瀬田吉樹
  - Chris松村（日语：クリス松村）
  - Jaguar（日语：ジャガー (ローカルタレント)）
  - ゆっこママ
  - 上原ママ
  - 奧野愛央衣（Fef姉）、多田岬

## 特別節目
特別節目在黃金時段播出，星期一在播放news zero後播出，星期六特別節目則於21:00或22:00開始。
| 放映次數 | 放映時間                               | 節目標題                                                                   |
| -------- | -------------------------------------- | -------------------------------------------------------------------------- |
| 第1回    | 2012年09月24日（星期一） 22:00 - 23:24 | 月曜から夜ふかし 日本の大大大問題90分SP                                    |
| 第2回    | 2013年01月05日（星期六） 22:00 - 23:24 | 月曜から夜ふかし新春土曜版 日本の大大大問題SP                              |
| 第3回    | 2013年03月25日（星期一） 22:00 - 23:24 | 月曜から夜ふかし 日本の大大大問題SP                                        |
| 第4回    | 2013年10月14日（星期一） 21:00 - 22:54 | 月曜から夜ふかし 浮かれた日本の大大大問題SP                                |
| 第5回    | 2013年12月23日（星期一） 22:00 - 23:24 | 月曜から夜ふかし 全国の大大大問題年末総決算SP                              |
| 第6回    | 2014年04月14日（星期一） 21:00 - 22:54 | 月曜から夜ふかし 日本の大大大問題一斉調査SP                                |
| 第7回    | 2014年08月25日（星期一） 21:00 - 22:54 | 改變人生的一分鐘深刻佳話×月曜から夜ふかし 合体SP                           |
| 第8回    | 2014年10月13日（星期一） 21:00 - 23:00 | 月曜から夜ふかし 秋のご当地問題大収穫スペシャル                            |
| 第9回    | 2015年03月30日（星期一） 21:00 - 22:54 | 月曜から夜ふかし 春の日本の大問題徹底調査SP                                |
| 第10回   | 2015年06月27日（星期六） 21:00 - 22:54 | 月曜から夜ふかし 日本の大大大問題SP                                        |
| 第11回   | 2016年04月11日（星期一） 21:00 - 22:54 | 月曜から夜ふかし 春爛漫!日本の大大大問題 一斉調査2時間SP                   |
| 第12回   | 2017年03月20日（星期一） 21:00 - 22:54 | 月曜から夜ふかし 日本の大大大問題!春の全国一斉調査SP                       |
| 第13回   | 2017年09月23日（星期六） 21:00 - 22:54 | 月曜から夜ふかし 日本の大大大問題!秋の全国一斉調査スペシャル               |
| 第14回   | 2018年03月31日（星期六） 21:00 - 22:54 | 月曜から夜ふかし 春の日本の大大大問題一斉調査2時間SP                       |
| 第15回   | 2018年10月06日（星期六） 21:00 - 22:54 | 月曜から夜ふかし 全国ご当地問題 秋の大収穫スペシャル                       |
| 第16回   | 2019年03月23日（星期六） 19:00 - 21:54 | 月曜から夜ふかし特別版 平成のテレビ問題大清算スペシャル                    |
| 第17回   | 2019年10月14日（星期一） 21:00 - 22:54 | 月曜から夜ふかしスペシャル 秋の日本の大大大問題 一斉調査                   |
| 第18回   | 2020年04月13日（星期一） 21:00 - 22:54 | 月曜から夜ふかしスペシャル 日本の大大大問題 春の一斉調査                   |
| 第19回   | 2020年09月28日（星期一） 21:00 - 22:54 | 月曜から夜ふかしスペシャル マツコが踊る！日本の大大大問題 秋の一斉調査     |
| 第20回   | 2021年01月01日（星期五） 21:00 - 23:00 | 月曜から夜ふかし元日スペシャル 2021日本の大問題を一斉調査                  |
| 第21回   | 2021年10月11日（星期一） 21:00 - 22:54 | 月曜から夜ふかし秋の2時間SP！フェフ姉さんプロキックボクサーへの道&桐谷さん |
| 第22回   | 2022年01月01日（星期六） 21:00 - 23:00 | 月曜から夜ふかし元日SP～日本の大大大問題 一斉調査スペシャル～              |
| 第23回   | 2022年07月18日（星期一） 21:00 - 22:54 | 月曜から夜ふかし2時間SP～72歳桐谷さんの身体測定＆20年使った家電との別れ    |
| 第24回   | 2022年10月17日（星期一） 21:00 - 22:54 | 月曜から夜ふかし 日本の大大大問題 秋の全国一斉調査スペシャル               |
| 第25回   | 2023年01月01日（星期日） 21:00 - 23:30 | 月曜から夜ふかし元日SP 日本の大大大問題 一斉調査スペシャル                 |
| 第26回   | 2023年04月17日（星期一） 21:00 - 22:54 | 月曜から夜ふかし 日本の大大大問題!!!春の全国一斉調査スペシャル             |

## 備註
1. ↑  日语原文为「世間で話題となっているさまざまな件に対して、ちょっとだけ首を突っ込んだり突っ込まなかったりする番組」

1. ↑  從2016年4月11日的集數開始，此前只有於特別節目時實施。
2. ↑  每到百集播映數時，節目會在一開始提及此事。2014年5月26日為播映數100集，2016年8月29日為播映數200集，2018年11月26日為播映數300集，2021年4月5日為播映數400集。
3. ↑  . NTV. 2022-03-10  [2022-03-23]. （原始内容存档于2022-03-12） （日语）.
4. ↑  共同社. . 共同網.   [2025-03-30]. （原始内容存档于2025-03-30）.
5. ↑  . FNNプライムオンライン. 2025-03-28  [2025-03-30]. （原始内容存档于2025-03-29）.
6. ↑  23:59 - 翌0:54の通常放送を『月曜から夜ふかしSP第2部』と銘打って放送。さらに制作局でのみ、22:54 - 23:00に『まだまだ夜ふかし～NEWS ZEROの後は夜ふかしSP第2部』も別途放送。『第2部』は通常放送のためテレビ宮崎でも同時ネット。また、テレビ宮崎では、日本テレビ2017年4月18日放送分のプラチナイト『今夜比一比（日语：今夜くらべてみました） ゴールデン前夜祭』を15分遅れであっても放送することが出来ない（枠移動後の『今夜くらべてみました』自体ネットしない。）ため、19日0:14 - 2:09（18日深夜）に未放送となっていたSPを遅れネット。
7. ↑  新冠病毒の感染拡大防止のため、通常の収録は中止され、村上信五と松子DELUXEの声のみで放送された（この影響もあってか、23:59 - 翌0:54の通常放送は休止）。

## 外部連結
- 日本官方網站 （页面存档备份，存于）（日語）
- 月曜から夜ふかし が見放題！| HULU （页面存档备份，存于）（日語）

## 節目變遷
| 日本 日本電視網（NNS） 週一白金夜 | 日本 日本電視網（NNS） 週一白金夜           | 日本 日本電視網（NNS） 週一白金夜 |
| --- | ------------------------------------------- | --------------------------------- |
| | 月曜夜未央                                  |                                   |
| 時段新創建前無 | —                                           |                                   |
| 日本電視台（核心台） 星期一 23:58 - 24:53 |                                             |                                   |
| 芸能★BANG! 23:58 - 24:29 （2011年10月17日 - 2012年3月19日） ※移至週二白金夜播放芸人報道 24:29 - 24:59 （2010年4月6日 - 2012年3月27日） ※挪後30分鐘播放 | 月曜夜未央 （2012年4月9日 - 2013年9月23日） | 月曜夜未央 （2013年9月30日 - ）   |
| 沖繩電視台（地方台） 星期二 00:35 - 01:35 |                                             |                                   |
| 時段新創建前無 | 月曜夜未央 （2013年5月27日 - ）             | —                                 |

| 臺灣 緯來日本台 星期五 23:00 - 24:00                   | 臺灣 緯來日本台 星期五 23:00 - 24:00             | 臺灣 緯來日本台 星期五 23:00 - 24:00 |
| ------------------------------------------------------ | ------------------------------------------------ | ------------------------------------ |
|                                                        | 有的沒的調查局 （2020年8月14日 - 2021年9月24日） |                                      |
| 半澤直樹第一季（重播） （2020年7月28日－2020年8月7日） | 主治醫老實說 （2021年10月1日－）                 |                                      |

1. ↑  由於日本電視台在沖繩縣沒有聯播網加盟成員（原由可參照南西放送），故由富士電視網旗下的沖繩電視台播放。
2. ↑  延後播放（日语：遅れネット），沖繩播放的內容會比東京的集數晚2至3集。